# 마산초등학교 (경기)
마산초등학교는 대한민국 경기도 화성시 송산면에 있는 공립 초등학교이다.

## 학교 연혁
- 1946년 12월 11일 : 송산국민학교 관현분교장 인가
- 1949년 9월 27일 : 관현국민학교 승격
- 1949년 10월 21일 : 초대 홍성달 교장 취임
- 1957년 10월 10일 : 마산국민학교 교명 변경 인가
- 1984년 9월 11일 : 병설유치원 개원
- 1992년 3월 10일 : 학교 급식 실시
- 1993년 9월 1일 : 어도분교장 통폐합
- 1996년 3월 1일 : 마산초등학교로 개칭
- 1999년 9월 1일 : 형도분교장 통폐합
- 2016년 3월 1일 : 제25대 서대기 교장 취임. 6학급(유치원 1학급) 편성

- 2023년 9월 1일 : 제27대 이충일교장 취임. 6학급 편성

## 참고 자료
- 마산초등학교 - 한국교육학술정보원 학교알리미